# Tomoka Sato
Tomoka Sato, född 22 augusti 2001, är en japansk konstsimmare. Hennes yngre bror, Yotaro Sato, är också en konstsimmare.

## Karriär
I juli 2018 vid junior-VM i Budapest var Sato en del av Japans lag som tog brons i både det tekniska och fria lagprogrammet samt i fri kombination.
I juni 2022 vid VM i Budapest tog Sato silver tillsammans med sin bror Yotaro Sato i både det tekniska programmet för mixade par och det fria programmet för mixade par. Hon var även en del av Japans lag som tog silver i det tekniska programmet och brons i det fria programmet.
I juli 2023 vid VM i Fukuoka tog Sato guld tillsammans med sin bror Yotaro Sato i det tekniska programmet för mixade par samt var en del av Japans lag som tog brons i det akrobatiska lagprogrammet. I oktober 2023 vid asiatiska spelen i Hangzhou var hon en del av Japans lag som tog silver i lagtävlingen.
I februari 2024 vid VM i Doha var Sato en del av Japans lag som tog silver i det fria lagprogrammet och brons i det tekniska lagprogrammet. Vid olympiska sommarspelen 2024 i Paris slutade hon på åttonde plats tillsammans med Moe Higa i partävlingen samt var en del av Japans lag som slutade på femte plats i lagtävlingen.
Vid VM 2025 i Singapore var Sato en del av Japans lag som tog silver i det fria lagprogrammet.